# Илази
Илази (итал. Illasi) је насеље у Италији у округу Верона, региону Венето.
Према процени из 2011. у насељу је живело 3029 становника. Насеље се налази на надморској висини од 163 м.

## Становништво
| 1951. | 1961. | 1971. | 1981. | 1991. | 2001. | 2011. |
| ----- | ----- | ----- | ----- | ----- | ----- | ----- |
| 4.044 | 3.545 | 3.476 | 3.944 | 4.527 | 4.884 | 5.302 |